# Verlossing (christendom)
Verlossing is in het christendom "de redding van mensen van zonde en de gevolgen ervan, zoals dood en gescheiden zijn van God" door de dood en herrijzenis van Jezus.
Volgens de christelijke leer zit de mensheid sinds de eerste mensen (Adam en Eva) in het paradijs bewust tegen de wil van God ingingen, gevangen in de macht van de zonde (de erfzonde). Dit wordt de zondeval genoemd die beschreven staat in het Bijbelboek Genesis in het Oude Testament. De band tussen God en mens werd door deze zondeval verbroken. Uit deze ontstane toestand kan de mensheid zich niet op eigen kracht bevrijden. Alleen iemand die zowel God als mens is, kan een verzoening tussen God en mensheid bewerkstelligen. Dit is gebeurd in de zowel goddelijke als menselijke persoon van Jezus Christus die volgens diezelfde leer als Verlosser in de wereld kwam en de schuld voor de zonden van de mensen op zich nam door zijn dood aan het kruis en zijn opstanding uit de dood.
Volgens de woorden van Jezus Christus, opgetekend in het Nieuwe Testament, gaan mensen die zijn verlossing hebben aanvaard (over het algemeen gevolgd door de doop) en hun leven overeenkomstig de leer van Jezus Christus hebben geleid niet 'verloren'; zij worden 'behouden' om in eeuwigheid met God te leven.
Want God had de wereld zo lief dat hij zijn enige Zoon heeft gegeven, opdat iedereen die in hem gelooft niet verloren gaat, maar eeuwig leven heeft. God heeft zijn Zoon niet naar de wereld gestuurd om een oordeel over haar te vellen, maar om de wereld door hem te redden. - Johannes 3:16,17 (NBV)
Het beeld (metafoor) dat in het Nieuwe Testament wordt gebruikt is dat van een slaaf die vrijgekocht wordt. Dit correspondeert met de gedachte dat de mens een slaaf is van de zonde. Volgens Paulus behoort een christen niet zichzelf toe, maar is hij in eigendom overgegaan op God:
Gij zijt niet van uzelf. Gij zijt gekocht en de prijs is betaald. - 1 Korintiërs 16:19b-20a (WV)
Hoewel de termen verlossing en verzoening in het Christendom door elkaar worden gebruikt en nauw op elkaar betrokken zijn, bestaat het verschil hier in dat verlossing gaat om bevrijding (bijvoorbeeld in het beeld van de vrijgemaakte slaaf), en gaat het bij verzoening over het herstel van een veronderstelde breuk tussen twee personen (in de Bijbel tussen God en mens, waarbij de mens verantwoordelijk is voor die breuk. Het beeld van een breuk tussen twee menselijke personen die dient te worden geheeld komt in de Bijbel overigens ook voor, bijvoorbeeld in Matteüs 5:22-24).